# Ангра-ду-Ероїшму
А́нгра-ду-Ерої́шму (порт. Angra do Heroísmo; МФА: [ˈɐ̃.gɾɐ du i.ɾu.ˈiʒ.mu], А́нгра-ду-Іруі́жму, «Героїчна бухта») — муніципалітет і місто в Португалії, в автономному регіоні Азорські острови. Розташований на острові Терсейра в Атлантичному океані, на теренах історичної португальської провінції Азори. Належить до Ангрської діоцезії Католицької церкви в Португалії. Права міського самоврядування має з 1478 року. Поділяється на 19 парафій.  Площа муніципалітету — 239 км², населення муніципалітету — 35402 ос. (2011); густота населення — 148,13 осіб/км²
. Патрон — Спаситель. Святковий день муніципалітету — 24 червня. Поштовий індекс — 9701.  Код місцевої адміністративної одиниці — 2001. Складова статистичного регіону Азори. Старе місто внесене до списку Світової спадщини ЮНЕСКО (1983). Центр Ангрського єпископства. На території муніципалітету розташована резервна авіабаза Повітряних сил США.

## Назва
- А́нгра (порт. Angra, «бухта») — назва до 1829 року.
- А́нгра-ду-Ерої́шму, або А́нгра-ду-Ерої́жму (порт. Angra do Heroísmo, «героїчна бухта») — назва після 1829 року надана португальською королевою Марією ІІ на пам'ять про успішну оборону острова від мігелістів.

## Географія
Ангра-ду-Ероїшму розташована на Азорських островах в Атлантичному океані, на південному заході острова Терсейра.

### Клімат
Місто знаходиться у зоні, котра характеризується середземноморським кліматом. Найтепліший місяць — серпень із середньою температурою 21.8 °C (71.2 °F). Найхолодніший місяць — лютий, із середньою температурою 13.5 °С (56.3 °F).
| Клімат Ангра-ду-Ероїшму | Клімат Ангра-ду-Ероїшму | Клімат Ангра-ду-Ероїшму | Клімат Ангра-ду-Ероїшму | Клімат Ангра-ду-Ероїшму | Клімат Ангра-ду-Ероїшму | Клімат Ангра-ду-Ероїшму | Клімат Ангра-ду-Ероїшму | Клімат Ангра-ду-Ероїшму | Клімат Ангра-ду-Ероїшму | Клімат Ангра-ду-Ероїшму | Клімат Ангра-ду-Ероїшму | Клімат Ангра-ду-Ероїшму | Клімат Ангра-ду-Ероїшму |
| Показник                | Січ.                    | Лют.                    | Бер.                    | Квіт.                   | Трав.                   | Черв.                   | Лип.                    | Серп.                   | Вер.                    | Жовт.                   | Лист.                   | Груд.                   | Рік                     |
| Абсолютний максимум, °C | 20,2                    | 20,2                    | 20,6                    | 21,6                    | 24,6                    | 25,7                    | 29,1                    | 29,2                    | 28,7                    | 25,9                    | 25                      | 21,2                    | 29,2                    |
| Середній максимум, °C   | 16                      | 15,8                    | 16,3                    | 17,1                    | 18,6                    | 20,9                    | 23,6                    | 24,8                    | 23,8                    | 21,2                    | 18,8                    | 17                      | 19,5                    |
| Середня температура, °C | 13,7                    | 13,5                    | 14                      | 14,6                    | 16                      | 18,2                    | 20,7                    | 21,8                    | 21                      | 18,7                    | 16,5                    | 14,8                    | 17                      |
| Середній мінімум, °C    | 11,5                    | 11,1                    | 11,6                    | 12,1                    | 13,4                    | 15,5                    | 17,7                    | 18,7                    | 18,1                    | 16,1                    | 14,1                    | 12,6                    | 14,4                    |
| Абсолютний мінімум, °C  | 3,7                     | 4,2                     | 3,8                     | 5,7                     | 6,4                     | 10,2                    | 12,5                    | 13,7                    | 13,3                    | 10,2                    | 7,6                     | 5,5                     | 3,7                     |
| Норма опадів, мм        | 111.7                   | 108.6                   | 99.6                    | 85.2                    | 59.6                    | 48.5                    | 32.6                    | 56.9                    | 96.3                    | 120.4                   | 129.5                   | 136.3                   | 1085.2                  |
| Днів з опадами          | 19,1                    | 17,6                    | 17,4                    | 15,5                    | 13,9                    | 11,3                    | 10,6                    | 11,8                    | 14                      | 18,2                    | 18,7                    | 19,9                    | 188                     |
| ----------------------- | ----------------------- | ----------------------- | ----------------------- | ----------------------- | ----------------------- | ----------------------- | ----------------------- | ----------------------- | ----------------------- | ----------------------- | ----------------------- | ----------------------- | ----------------------- |
| Джерело: Weatherbase    |                         |                         |                         |                         |                         |                         |                         |                         |                         |                         |                         |                         |                         |

## Історія
1478 року португальський король Афонсу V надав Ангрі форал, яким визнав за поселенням статус містечка та муніципальні самоврядні права.

## Населення
| Кількість мешканців | Кількість мешканців | Кількість мешканців | Кількість мешканців | Кількість мешканців | Кількість мешканців | Кількість мешканців | Кількість мешканців | Кількість мешканців | Кількість мешканців | Кількість мешканців | Кількість мешканців | Кількість мешканців | Кількість мешканців | Кількість мешканців | Кількість мешканців |
| ------------------- | ------------------- | ------------------- | ------------------- | ------------------- | ------------------- | ------------------- | ------------------- | ------------------- | ------------------- | ------------------- | ------------------- | ------------------- | ------------------- | ------------------- | ------------------- |
| 1864                | 1878                | 1890                | 1900                | 1911                | 1920                | 1930                | 1940                | 1950                | 1960                | 1970                | 1981                | 1991                | 2001                | 2011                |                     |
| 31 300              | 31 062              | 31 982              | 33 002              | 32 301              | 31 015              | 32 828              | 35 991              | 39 208              | 43 374              | 39 465              | 32 808              | 35 270              | 35 581              | 35 402              |                     |

## Освіта
- Азорський університет — додатковий кампус; факультет океанології.

## Уродженці
- Жуан де Соза Мендеш — бразильський шахіст.